# Nematophyta

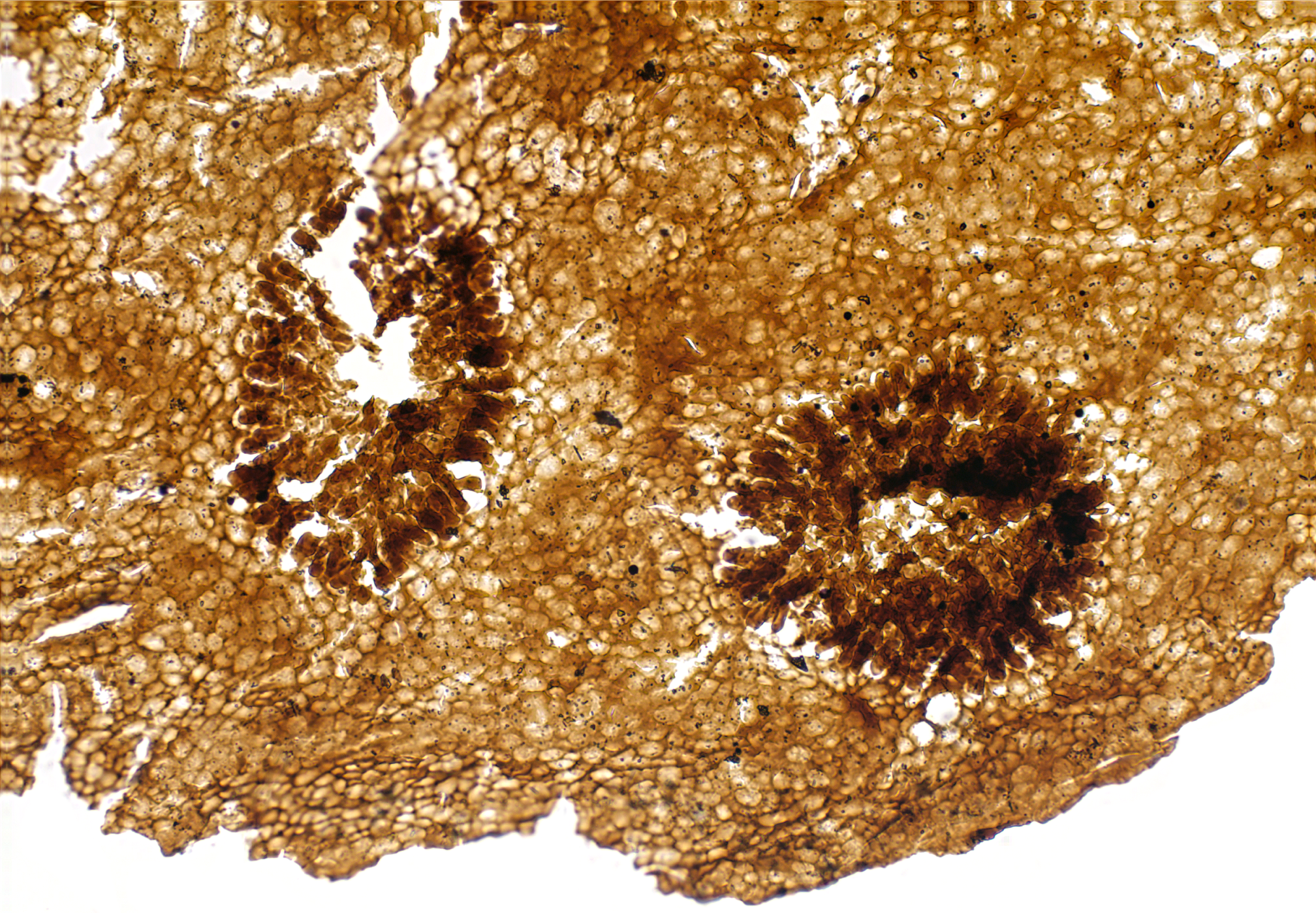
Außenhaut von Nematothallopsis mit Öffnungen

Die Nematophyta sind eine informelle Gruppe von rätselhaften Organismen aus dem Silur und Devon. Ihre Größe reicht von wenigen Millimetern bis zu mehrere Meter langen „Stämmen“. Ihr Körper ist vollständig aus verschieden großen und verschieden gestalteten Röhren aufgebaut. Die Nematophyta sind seit über 150 Jahren bekannt, ihre systematische Stellung, ihre Biologie und Ökologie ist nach wie vor wenig bekannt.
Der größte Vertreter der Nematophyta ist die bis zu acht Meter große Prototaxites. Interpretationen ihrer systematischen Stellung reichen von verschiedenen Algengruppen (etwa Braunalgen) bis zu frühen Basidiomyceten oder Flechten. Die Fossilien ähneln verschiedenen Abbaustadien von modernen Lebermoosen, könnten also auch von Vorläufern der heutigen Lebermoose stammen.
Weitere Fossilien, die zu den Nematophyta gestellt werden, sind:
- Nematothallus
- Nematoplexus
- Nematasketum
- Pachytheca

## Belege
- Thomas N. Taylor, Edith L. Taylor, Michael Krings: Paleobotany. The Biology and Evolution of Fossil Plants. Second Edition, Academic Press 2009, ISBN 978-0-12-373972-8